# Frederick Roth
Frederick George Richard Roth (* 24. April 1872 in Brooklyn, New York City; † 21. Mai 1944 in Englewood, New Jersey) war ein US-amerikanischer Bildhauer mit deutschen Wurzeln. Roth spezialisierte sich auf Tierdarstellungen, seine bekannteste Bronzeskulptur Balto steht im Central Park in New York City.

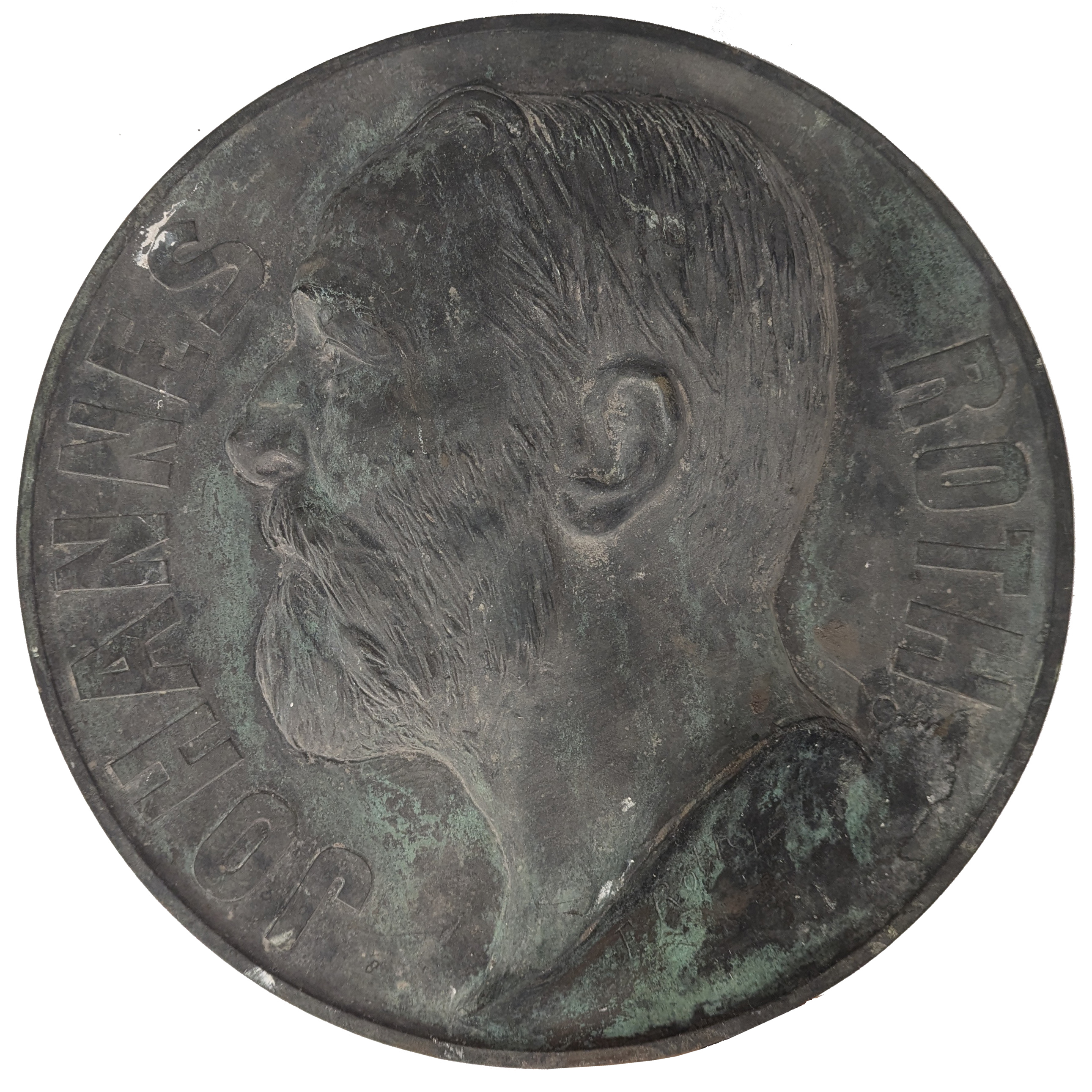
Frederick Roth: Medaillon für das Grabmal seines Vaters Johannes Roth († 1894) auf dem Riensberger Friedhof in Bremen

## Familie
Frederick Roth kam in einem gutbürgerlichen Haus als Sohn des Baumwollhändlers Johannes Roth (1837–1894) und seiner Frau Jane, geb. Bean, (1841–1901) zur Welt. Zu seinen vier Geschwistern zählte die Frauenrechtlerin Laura Witte (1869–1939). Seine Familie stammte aus Bremen, aufgrund der Geschäftsbeziehungen des Vaters lebte die Familie einige Jahre in Brooklyn.

## Leben
Roth ließ sich in Europa ausbilden, er studierte an der Akademie der bildenden Künste Wien und an der Königlichen Akademie der Künste zu Berlin. Zu seinen Lehrern zählten Paul Meyerheim und Edmund Hellmer. Nach seiner Rückkehr in die Vereinigten Staaten setzte er seine Ausbildung in der National Academy Museum and School fort.
Roth war berühmt für seine naturalistischen Darstellungen, oft modellierte er seine Skulpturen nach realen Vorbildern, die er im Zoo beobachtet und studiert hatte.
Im Rahmen des Programms der Works Progress Administration wurde Roth von 1934 bis 1936 Leitender Bildhauer für die Parks in New York City. Roth war Mitglied der Architectural League (New York) und des National Institute of Arts und Letters. Zeitweise war er Präsident der National Sculpture Society in den Vereinigten Staaten. 1910 wurde er in die American Academy of Arts and Letters gewählt.

## Arbeiten (Auswahl)
- Medaillon für das Grabmal seines Vaters Johannes Roth († 1894) auf dem Riensberger Friedhof in Bremen
- Kit Carson Monument in Trinidad, Colorado (1913), Roth fertigte das Pferd der Statue, die Figur von Kit Carson stammt von Augustus Lukeman[3]
- Reiterstatue aus Bronze von George Washington (1927–28), Morristown (New Jersey)
- Relief-Medaillon für das Grabmonument von Friedrich Witte, Rostock, Original nicht mehr erhalten[4]

Central Park
Roth hat mehrere Arbeiten für den Central Park in New York City angefertigt, unter anderem die Bronzeplastik Balto (1925), die Bronzeplastik Dancing Goat (1935), die Bronzeplastik Honey Bear (1935) und die Skulptur „Mother Goose“ aus Granit (1938). Im Zoo des Central Parks befinden sich 15 Kalksteinplatten mit verschiedenen Tierdarstellungen von Roth.

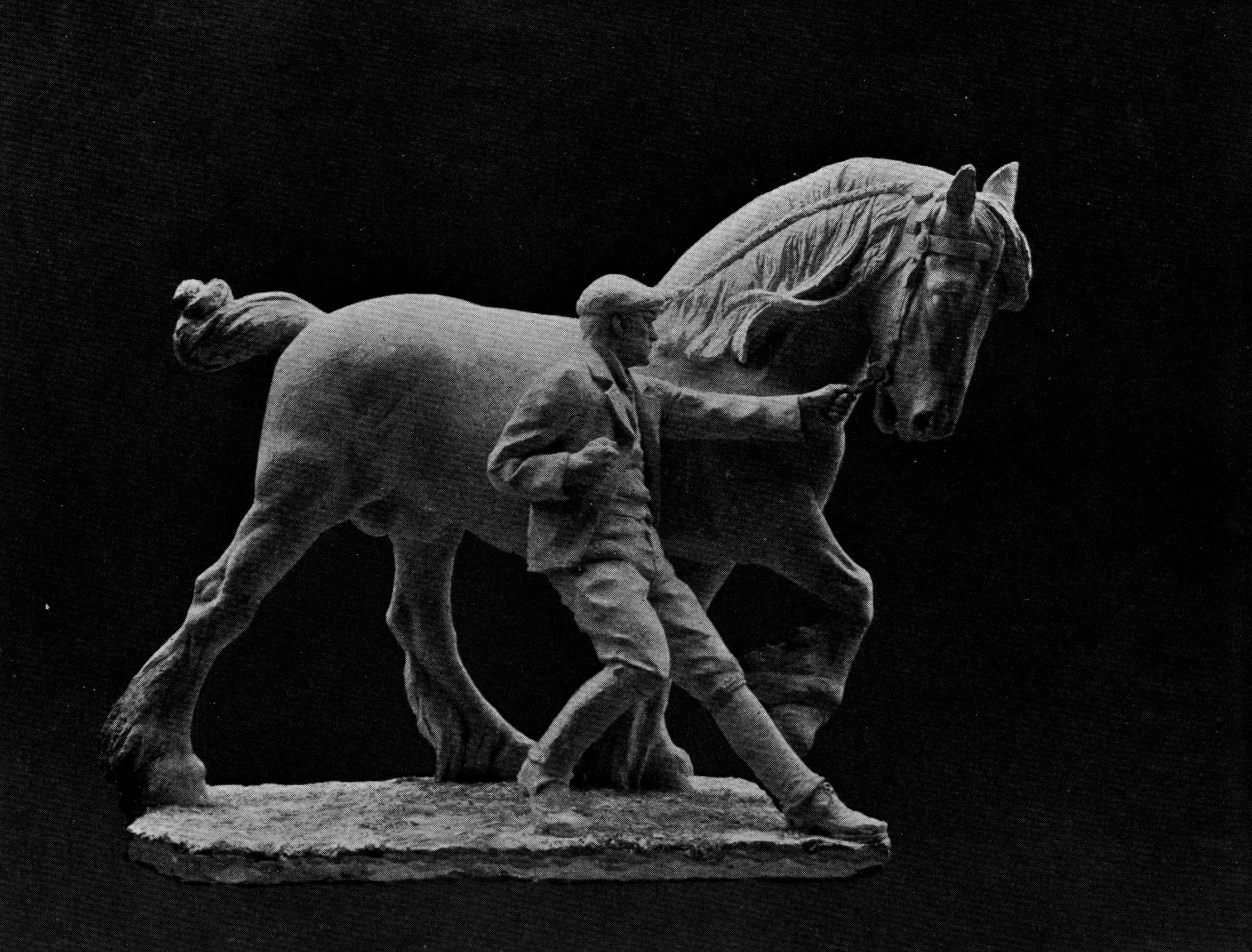
Horse Tamer (1901), von der Pan-American Exposition in Buffalo.
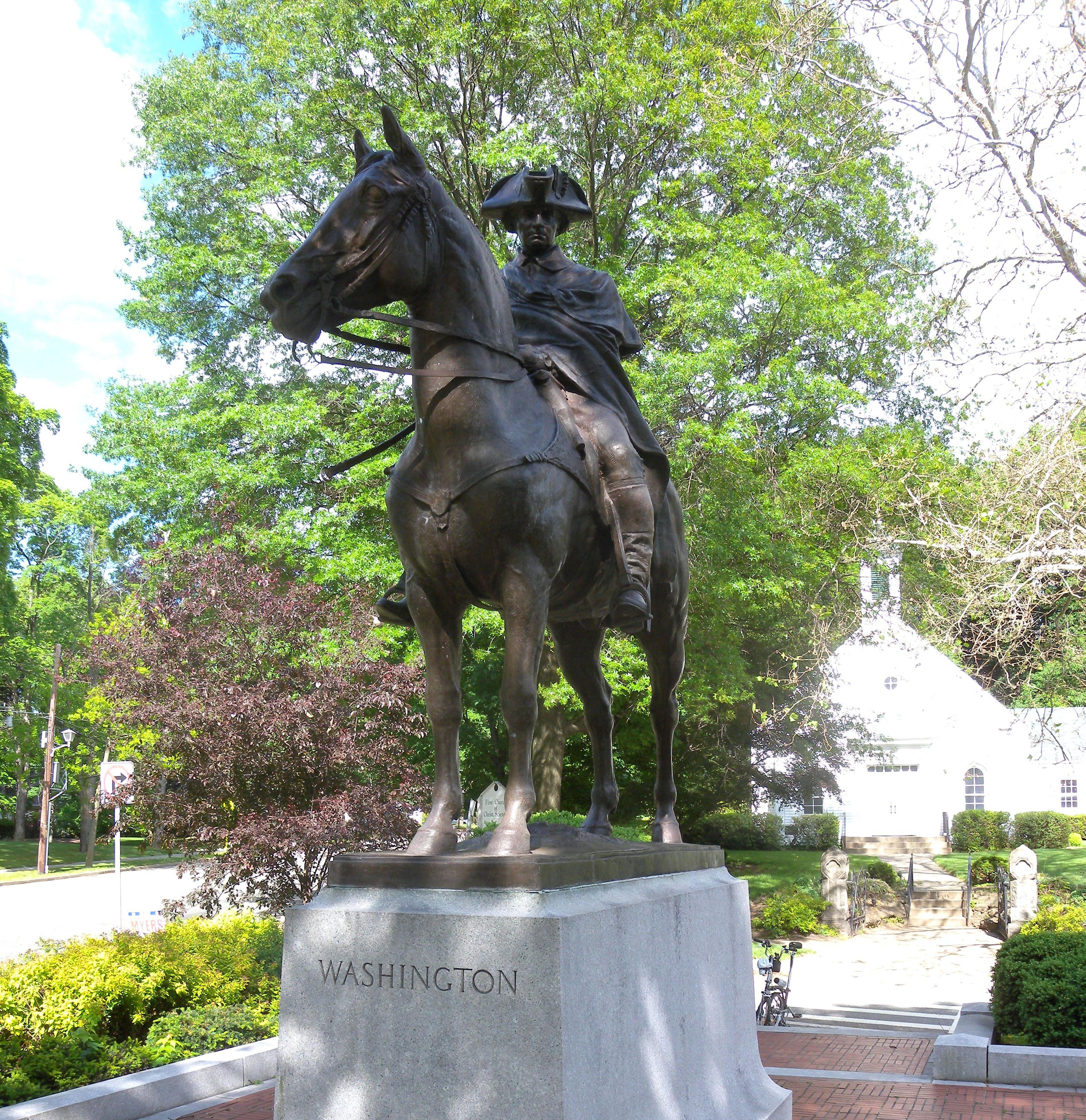
Reiterstatue von George Washington (1927–28), Morristown, New Jersey.
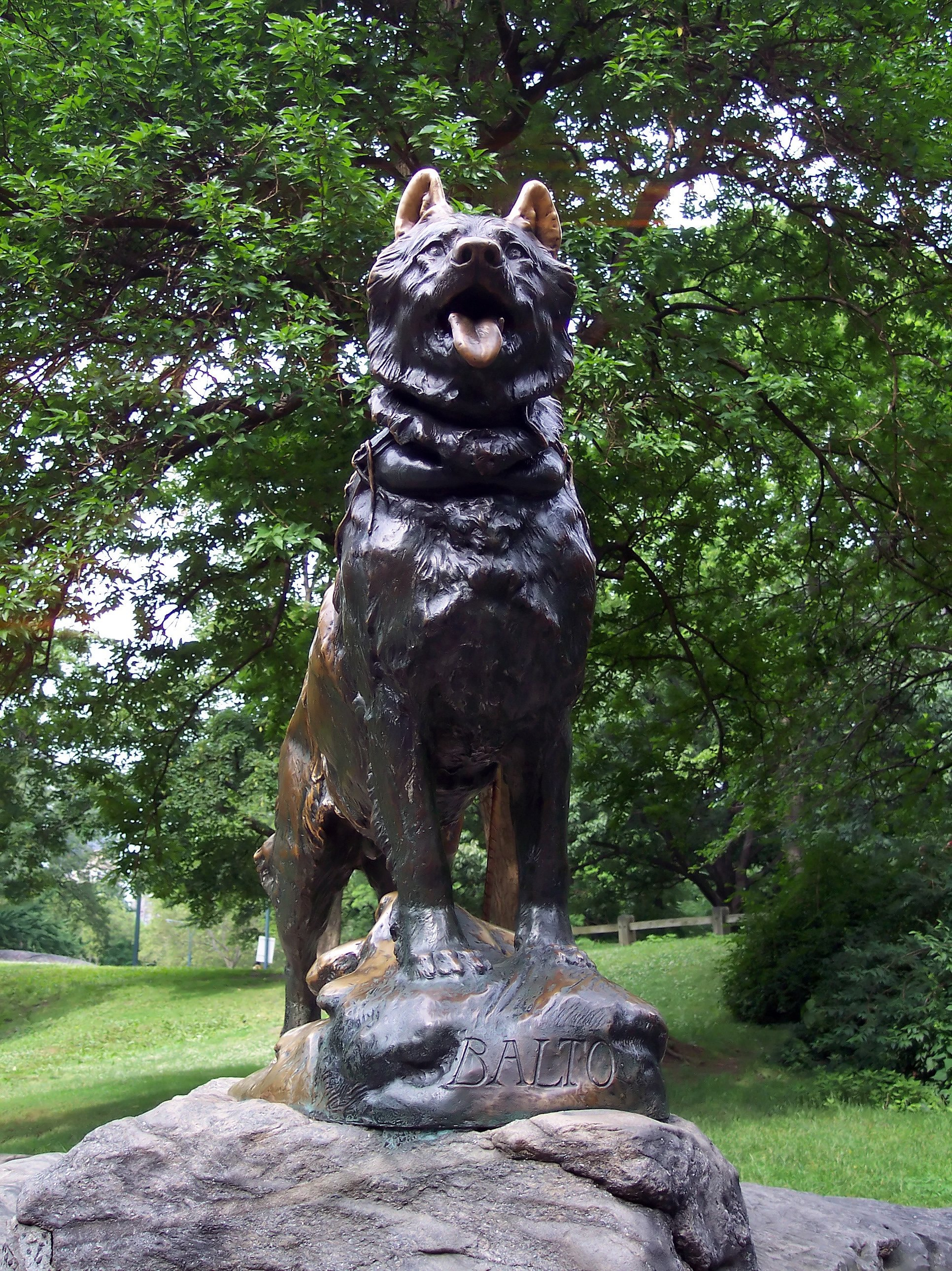
Balto (1925), Central Park, New York City.
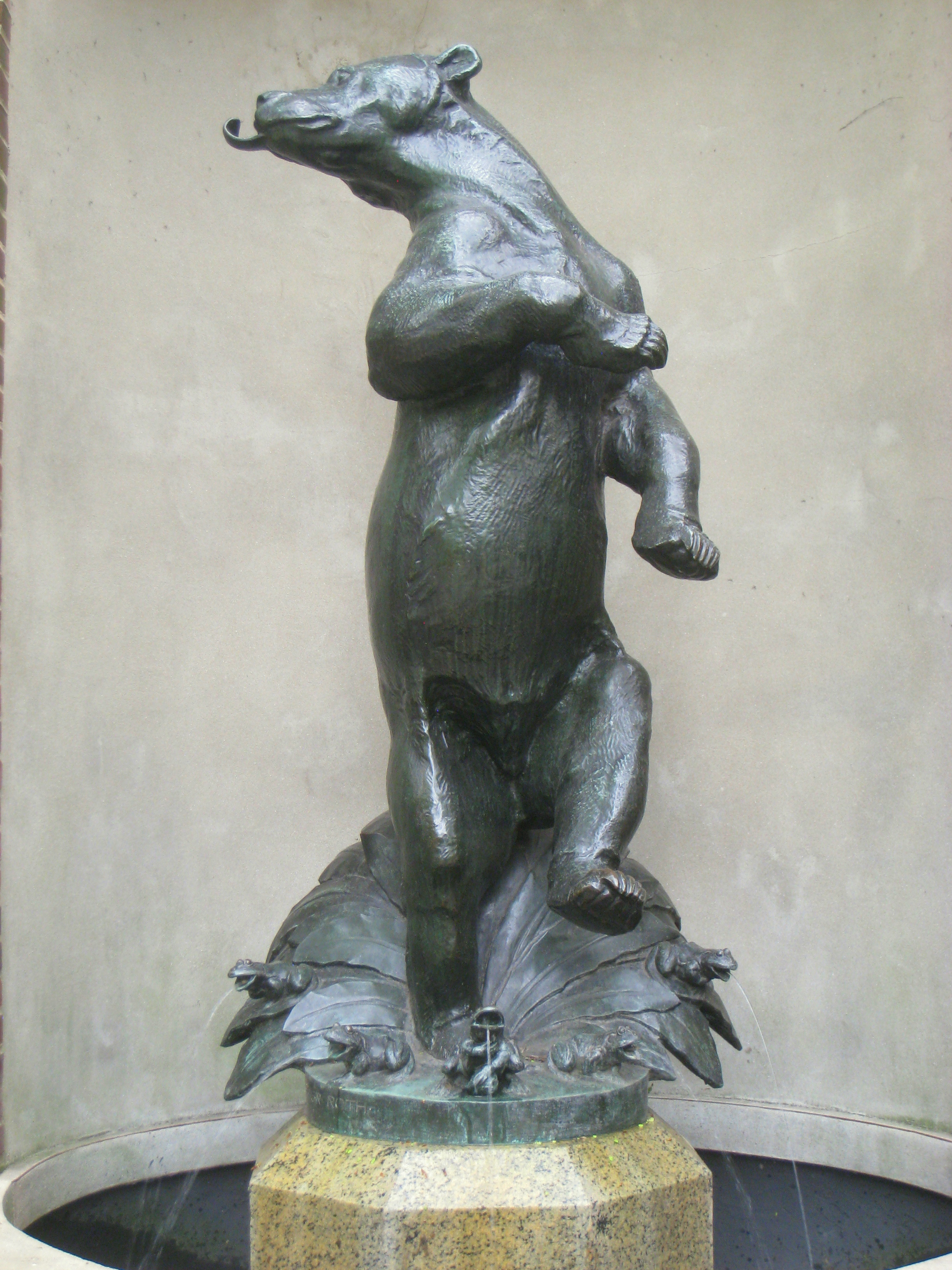
Dancing Bear (1937), Central Park, New York City.

## Ausstellungen (Auswahl)
- Pan-American Exposition (1901) in Buffalo
- Louisiana Purchase Exposition (1904) in St. Louis
- Exposición Internacional del Centenario (1910) in Buenos Aires
- Panama-Pacific International Exposition (1915) in San Francisco